# Allan Lindsay
Allan Shanks Lindsay (* 5. März 1926 in Shotts; † 2. April 2014 in Norwich) war ein britischer Dreispringer.
1948 schied er bei den Olympischen Spielen in London in der Qualifikation aus.
Bei den British Empire Games 1950 in Auckland wurde er für Schottland startend Achter.
Seine persönliche Bestleistung von 14,37 m stellte er am 3. September 1949 in Edinburgh auf.